# 贖罪の身代金理論

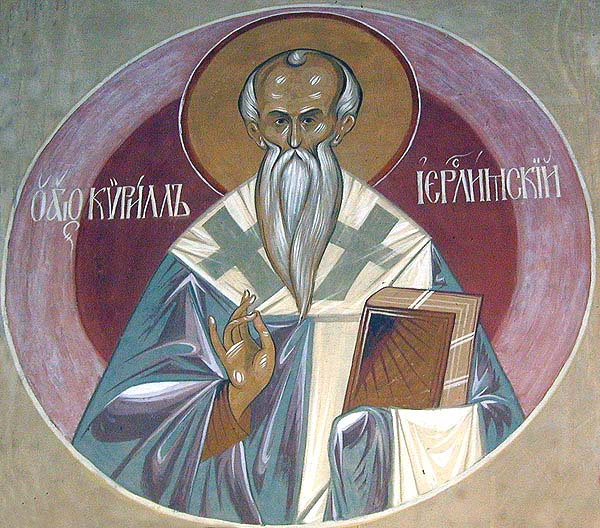
エルサレムのキュリロスのイコン（14世紀頃、作者不詳）

贖罪の身代金理論（しょくざいのみのしろきんりろん、英語: Ransom theory of atonement）は、キリスト教における贖罪の過程がどのように起こったかに関するキリスト教神学の理論である。したがって、この理論はイエス・キリストの死の意味と効果を説明するものである。これは数ある歴史的理論の一つであり、4世紀から11世紀の間に最も人気があったが、近年ではほとんど支持されていない。この理論は初期教会、特にオリゲネスの著作に端を発している。この理論は、キリストの死は、受け継がれた罪の結果として人類の魂に課せられた束縛と負債の償いとして、サタンに支払われたとされる身代金（買い戻しの代価）であると説いている。

## 身代金に関する新約聖書
マタイによる福音書20:28で、イエスは「人の子は…多くの人のための身代金（ransom） として自分の命を与えるために来た」と言っている。また、テモテへの第一の手紙2:6では、イエスは「すべての人のための身代金として自分自身をお与えになった」と述べている 。

## キリストを身代金とみなす神学的な見解
身代金に関する見解は次のように要約できる。
本質的に、この理論は、アダムとエバが堕落の時に人類を悪魔に売り渡したと主張し、したがって、神が悪魔の手から人類を解放するためには、悪魔に身代金を支払う必要があると主張した。しかし、神は悪魔を騙して、キリストの死を身代金として受け入れさせなかった。なぜなら、悪魔はキリストが死の束縛に縛られることはないと気づいていなかったからである。悪魔がキリストの死を身代金として受け入れると、正義は満たされ、神は私たちをサタンの手から解放することができたと、この理論は結論付けた。—ロビン・コリンズ『贖罪を理解する：新たな正統理論』
アウグスティヌスはこの理論を説明するために次のように書いている。
救い主が来られ、欺瞞者は打ち負かされました。救い主は捕虜に何をしたでしょうか。私たちへの償いとして、彼は罠を仕掛け、十字架を仕掛け、餌として自分の血を流しました。彼[サタン]は確かにその血を流すことができたが、それを飲むに値しませんでした。債務者ではない者の血を流すことで、彼は債務者を解放せざるを得ませんでした。—贖罪の教義、カトリック百科事典
しかし、アウグスティヌス自身のこの問題に対する立場は完全には明らかではない。彼の著作は、異なる時期に身代金理論と贖罪の再現理論の両方を支持しており、おそらく彼が両方の理論が互いに両立可能であると認識していたことを示している。
この場合の「贖い」は文字通り「買い戻す」という意味で、戦争捕虜を奴隷から身代金で買い戻すことは、当時一般的な慣習だった。この理論は、マルコによる福音書10:45 とテモテへの第一の手紙2:5–6 にも一部基づいており、そこではイエスとパウロが贖罪の文脈で「身代金」という言葉に言及している。しかし、異なる立場をとる者もいた。ペラギウス（贖罪の見解ではなく、恩寵の見解で異端者とされた）によるローマ人への手紙の注釈では、人の罪が悪魔ではなく「死に売り渡した」こと、そしてこれらの罪が人を神から遠ざけること、そしてイエスが死に臨んで人々を「死」から身代金で買い戻すまで、という贖罪の説明が与えられている。
4 世紀に著述したアレクサンドリアのアタナシオスは、同様に罪は死という結果を招き、神はアダムにこのことを警告したので、神自身と一貫性を保つためには、イエスを人間の完全な原型として死なせるか、人類を罪に陥れたまま死なせるしかないとする贖罪論を提唱した。これは満足論といくらか類似しているが、アタナシオスは、法的な代用や功績の移転を強調するのではなく、この死はキリストとの一体性ゆえに有効であるという事実を強調し、イエスがハデス（冥界または地獄とも呼ばれ、死者の住処） に降りたとき、死の力は生命である神を捕らえることはできないので、イエスは自らの死で死を排除した、としている。
11世紀のスコラ神学者でノルマン征服後の第2代カンタベリー大主教であるアンセルムスは、当時主流だった身代金説に反対し、サタンは反逆者であり無法者なので、人間に対して正当な要求をすることはできないと述べた。カトリック百科事典は、神が悪魔に身代金を支払わなければならないという考えを「確かに驚くべき、いや、不快な」と呼んでいる。哲学者で神学者のキース・ワードらは、身代金説では、神は債務者であるだけでなく、債務を支払うふりをしただけなので欺瞞者でもあると指摘した。
グスタフ・アウレンなどの他の学者は、身代金理論の意味は商取引（誰が支払いを受けるか）という観点からではなく、罪と死の束縛からの人類の解放として捉えるべきだと示唆している。アウレンの著書『勝利のキリスト』は、初期教会の見解が誤って特徴づけられていると主張し、再評価された身代金理論を満足理論の優れた代替として提案した。
アンセルムス自身も、現在ローマカトリック教会が支持している、贖罪の満足理論の見解を詳しく説明した。
現在、「悪魔への身代金」という贖罪の見解は、文字通りに解釈すると、一部のアナバプテスト平和教会とケネス・コープランドのような信仰の言葉運動の少数の人物を除いて、西洋では広く受け入れられていない。
米国カトリック司教会議はマタイ福音書20章28節について、「身代金」という言葉は「必ずしも何らかの代価を払って解放されるという考えを表しているわけではない。同義語の動詞は、神がイスラエルをエジプトから、あるいは捕囚後のバビロニアから解放する七十人訳聖書で頻繁に使われている。出エジプト記6章6節、15章13節、詩篇77章16節（76章七十人訳聖書）、イザヤ書43章1節、44章22節を参照」とコメントしている。

## 東方教会

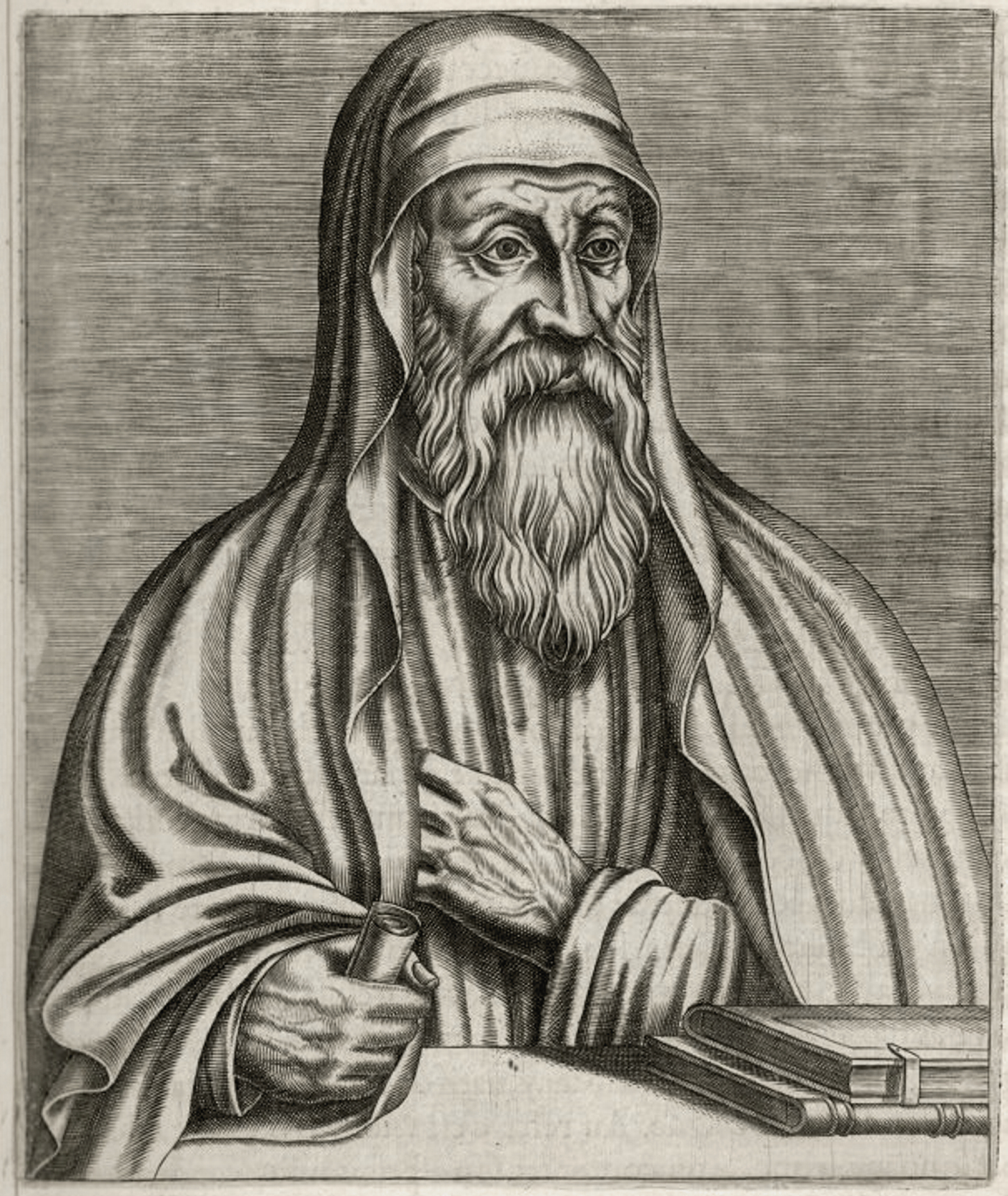
オリゲネス、ギヨーム・ショディエールによる肖像画 （1584年）。

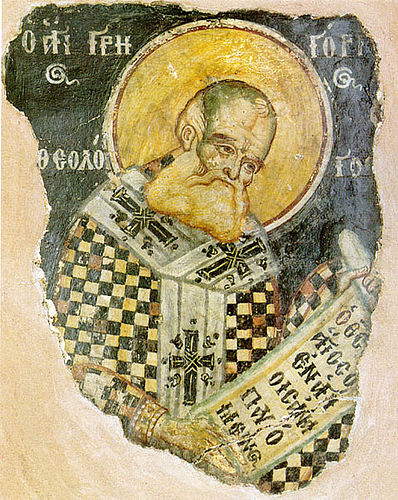
ナジアンゾスのグレゴリオス（神学者グリゴリイ）のイコン（アトス山のシモノペトラ修道院所蔵）。

アレクサンドリアのオリゲネス、ニュッサのグレゴリウス、ヒッポのアウグスティヌスは標準的な身代金理論に沿った見解を教え、聖大ワシリイの典礼（ビザンチン典礼で年間10回執り行われる）ではキリストを死への身代金として語っているが、神学者グレゴリオスなどの他の教父は、キリストがサタンや悪の力に引き渡されたことを強く否定しているが、キリストが身代金であったことは決して否定していない。エルサレムのキュリロスは、彼の教理講話の中で、キリストの身代金は実際には父なる神に支払われたと示唆している。

## ローマカトリック教会
ローマカトリック教会の公式の教えを権威ある形で要約した『カトリック教会のカテキズム』では、キリストがカルバリ（ゴルゴタ）で支払った身代金を「普遍的な救済の神秘」と表現しているが、誰に支払われたのか、あるいは特定の存在に支払われたのかさえも示していない。

## プロテスタント
宗教改革で生まれ、ルターやカルヴァンのような著名な改革者によって主張された別の見解は、刑罰的代償である。

### ルーテル派
スウェーデン・ルーテル教会のスウェーデン人司教グスタフ・アウレン(英語版)（1879年 - 1977年）は、身代金理論を身代金ではなく、悪の力に対するキリストの勝利として再解釈した。

### アドベンティスト
アドベンチストでは、エデンの園でのアダムの罪の結果として、全人類が罪と死を受け継いでいると考えられている。この見解では、神の神聖な法は、完全な人間の犠牲的な死のみがアダムの罪を償うことができることを要求している。最後のアダムであるイエス・キリストの贖いへの信仰は、罪を償い死から逃れる唯一の方法であると考えられている。エホバの証人とセブンスデー・アドベンチスト教会は、この見解を支持する宗派である。

## 参照資料
一次資料
- Anselm (8 May 2008), “Cur Deus Homo”, Anselm of Canterbury [Why the God Man?], Translated by Brian Davies & G R Evans, Oxford: Oxford University Press, pp. 260–356, ISBN 978-0-19-954008-2 2013年9月8日閲覧。
- Athanasius (1 December 2011), On the Incarnation, Translated by John Behr, Yonkers: St Vladimirs Seminary Press, ISBN 978-0-88141-409-7 2013年9月8日閲覧。
- Pelagius (1993), Pelagius's Commentary on St Paul's Epistle to the Romans, Translated by Theodore De Bruyn, Oxford: Clarendon Press, ISBN 978-0-19-814399-4 2013年9月8日閲覧。

二次資料
- Collins, Robin (1995), Understanding Atonement: A New and Orthodox Theory, Grantham: Messiah College 2013年9月8日閲覧。
- Hopko, Thomas (1972), The Orthodox Faith: Doctrine, 1, Department of Religious Education, The Orthodox Church in America, ISBN 978-0-86642-036-5 2013年9月8日閲覧。
- Kent, William (1907), “Doctrine of the Atonement”, The Catholic Encyclopedia, 2, New York: Robert Appleton Company 2013年9月8日閲覧。
- Pugh, Ben (2015), Atonement Theories: A Way through the Maze, James Clarke & Co
- Romanides, John (2002), The Ancestral Sin, Translated by George Gabriel, Zephyr Pub., ISBN 978-0-9707303-1-2 2013年9月8日閲覧。